# Ясная Заря
Я́сная Заря́ (укр. Ясна Зоря) — посёлок в Николаевском районе Николаевской области Украины.
Население по переписи 2001 года составляло 128 человек. Почтовый индекс — 57113. Телефонный код — 512.

## Местный совет
57113, Николаевская обл., Николаевский р-н, пгт Ольшанское, ул. Ольшанского, 1а